# Palmodes carbo
Palmodes carbo är en biart som beskrevs av Richard Mitchell Bohart och Menke 1963. Palmodes carbo ingår i släktet Palmodes och familjen grävsteklar. Inga underarter finns listade i Catalogue of Life.